# The Progressive Blues Experiment
Albums de Johnny Winter
Johnny Winter
(1969)
The Progressive Blues Experiment, paru en 1968, est le premier album studio de Johnny Winter.

## Album
The Progressive Blues Experiment a été enregistré avant que Johnny ne signe pour Columbia Records et ne sorte son deuxième album, Johnny Winter, en 1969. Sorti en 1968 pour le marché local texan, la maison de disques Imperial Records a profité de la nouvelle notoriété du guitariste pour ressortir l'album sur un plus large marché un an plus tard.

## Musiciens
- Johnny Winter : chant, guitare, harmonica.
- Tommy Shannon : basse.
- « Uncle » John Turner : batterie.

## Yitres
| No  | Titre                     | Durée |
| --- | ------------------------- | ----- |
| 1.  | Rollin' and Tumblin'      | 3:12  |
| 2.  | Tribute to Muddy          | 6:21  |
| 3.  | I Got Love If You Want It | 3:54  |
| 4.  | Bad Luck and Trouble      | 6:21  |
| 5.  | Help Me                   | 3:49  |
| 6.  | Mean Town Blues           | 4:28  |
| 7.  | Broke Down Engine         | 2:49  |
| 8.  | Black Cat Bone            | 3:48  |
| 9.  | It's My Own Fault         | 7:21  |
| 10. | Forty-Four (en)           | 3:30  |

## Informations sur le contenu de l'album
- Rollin' and Tumblin' est un classique du blues composé en 1929 par Hambone Willie Newbern sous le titre Roll and Tumble Blues mais popularisé en 1950 par Muddy Waters sous son titre actuel. Une autre version de Johnny Winter se trouve sur l'album Raisin' Cain de 1980.
- I Got Love If You Want It est une reprise de Slim Harpo (1957).
- Help Me est une reprise de Sonny Boy Williamson II (1963).
- Broke Down Engine  est une reprise d'Andy Fernbach (1968).
- It's My Own Fault est une reprise de B. B. King (1952) dont le titre original est My Own Fault, Darling.
- Forty-Four est une reprise d'Howlin' Wolf (1960).